# Bernard van Praag
Bernard M. S. van Praag (* 20. Februar 1939) ist ein niederländischer Ökonom. Er ist Professor an der Fakultät für Wirtschaftswissenschaften der Universität Amsterdam.

## Leben
Van Praag schloss 1968 sein Studium der Ökonometrie an der Universität Amsterdam mit seiner Dissertation Individual Welfare and the Theory of Consumer Behaviour cum laude ab. Seither hatte er Professuren inne an der Freien Universität Brüssel, der Erasmus-Universität Rotterdam und der Universität Amsterdam.

## Arbeit
Van Praag beschäftigt sich in erster Linie mit der Messung und Erklärung von Wohlfahrt und Zufriedenheit. Er arbeitet außerdem an ökonometrischer Methodologie, Arbeitsökonomik und Gesundheitsökonomie, Conjoint-Analyse und Altersökonomie. Zeitweise war van Praag Direktor der niederländischen Foundation for Economic Research.
Van Praag ist Mitglied im Gründungsvorstand der European Society for Population Economics (ESPE), die sich seit 1986 mit Fragen des demographischen Wandels auseinandersetzt. Von 1988 bis 1993 war van Praag Mitglied des wissenschaftlichen Beraterstabs der niederländischen Regierung und war in dieser Funktion maßgeblich an der Erarbeitung eines Berichts zur Alterung der Gesellschaft beteiligt, der die demographische Debatte in den Niederlanden entscheidend geprägt hat.

## Ehrungen und Auszeichnungen
- 1999: Berufung in die Royal Dutch Academy of Sciences

## Jüngste Veröffentlichungen
- "Using happiness surveys to value intangibles: The case of airport noise" (mit Barbara Baarsma), Economic Journal 115, 224–246, 2005.
- "Happiness Quantified: A Satisfaction Calculus Approach Oxford University Press" (mit Ferrer-i-Carbonell), Oxford: UK. 2004.
- "The Anatomy of Subjective Well-being" (mit P. Frijters und A. Ferrer-i-Carbonell), Journal of Economic Behavior and Organization, Vol. 51, 29–49 (2003).
- "The subjective costs of health losses due to chronic diseases. An alternative model for monetary appraisal" (mit A. Ferrer-i-Carbonell), Health Economics, Vol. 11, 709–722 (2002).
- "The Measurement of Welfare and Well-Being; the Leyden Approach" (mit P. Frijters), in: Well-Being: the Foundations of Hedonic Psychology, D. Kahneman, E. Diener, N. Schwarz (eds.), Russell Sage Foundation, New York, 413–433, 1999.